# Pteronotus quadridens
Pteronotus quadridens is een zoogdier uit de familie van de plooilipvleermuizen (Mormoopidae). De wetenschappelijke naam van de soort werd voor het eerst geldig gepubliceerd door Juan Gundlach in 1840.

## Voorkomen
De soort komt voor in Cuba,  Jamaica, op Hispaniola en in Puerto Rico.